# Congreso Constituyente de 1891
El Congreso Constituyente de 1891 fue la legislatura chilena convocada por el presidente José Manuel Balmaceda tras la disolución del opositor Congreso Nacional, durante la guerra civil de ese año.
Sesionó entre el 15 de abril y el 18 de agosto de 1891. Como su nombre lo indicaba, tenía por objeto la reforma de la Constitución Política del Estado de 1833, cuestión que no se materializó, tras la victoria del bando congresista en el campo de batalla.

## Desarrollo
La pugna entre el Ejecutivo y el Legislativo por el rechazo de este último a la Ley de Presupuestos de la Nación de 1891 y el decreto presidencial que mantenía el presupuesto de 1890, motivó la presentación de un acta de deposición del presidente de la República José Manuel Balmaceda, por parte del Parlamento. El 11 de febrero de 1891, Balmaceda dictó un decreto por el cual disolvía el Congreso Nacional y ordenaba la elección de un «Congreso Constituyente». Su finalidad principal sería acordar una reforma constitucional y prevenir futuros conflictos de atribuciones entre los poderes del Estado.
Las elecciones al Congreso se realizaron el 29 de marzo de 1891, participando en ellas solamente candidatos adeptos al balmacedismo. Estas se caracterizaron por la fuerte intervención de las autoridades del Estado y por una alta abstención. Numerosos candidatos electos al Congreso rechazaron incorporarse al mismo, como los senadores Miguel Castillo, Adolfo Valderrama, Adolfo Ibáñez, Enrique Sanfuentes y los diputados Juan Luis Sanfuentes, Manuel Zañartu y Fernando Lazcano. Otros, como el senador José Antonio Valdés y el diputado Francisco Javier García-Huidobro, no tomaron posesión de sus cargos ni asistieron a las sesiones.
El presidente inauguró las sesiones de la nueva legislatura el 20 de abril de ese año, que ya había realizado una sesión preparatoria para elegir los miembros de las mesas directivas de las Cámaras cinco días antes. La primera ley aprobada por el Congreso Constituyente fue promulgada el 9 de mayo, por la cual se confirmaba todo lo obrado por el Ejecutivo desde el 1 de enero de 1891 y que concedía facultades extraordinarias al presidente de la República hasta el 18 de septiembre de ese año, fecha en que concluía el mandato de Balmaceda.
El 14 de julio, el ministro del Interior, Julio Bañados Espinosa, presentó el proyecto de reforma constitucional a la Cámara de Diputados. Entre las enmiendas al Código Político se encontraban:
- Imposibilidad de aplazamiento de las leyes periódicas de contribuciones y presupuesto.
- Supresión de la Comisión Conservadora y de Consejo de Estado.
- Concesión al Congreso Nacional de la facultad de auto-convocatoria.
- Suspensión del veto absoluto del Presidente de la República por uno relativo.

La reforma fue aprobada por la Cámara el 21 de julio. El Senado, a su vez, la aprobó en general el 14 de agosto. Ambas cámaras acordaron en que fuese promulgada de inmediato, sin ratificación del Congreso Pleno, dado el estado de guerra en el país.
Sin embargo, la derrota del bando balmacedista en agosto de 1891 –en las batallas de Concón y Placilla–, motivó la disolución del Congreso Constituyente y por consiguiente, el descarte de la propuesta constitucional del Ejecutivo.

## Senado
| Provincia   | Senadores                                                                                |
| ----------- | ---------------------------------------------------------------------------------------- |
| Tarapacá    | No se realizó elección de senadores                                                      |
| Antofagasta | No se realizó elección de senadores                                                      |
| Atacama     | Ignacio Ovalle Vicuña                                                                    |
| Coquimbo    | Enrique Sanfuentes Andoanegui José Antonio Valdés Munizaga                               |
| Aconcagua   | Francisco Javier García-Huidobro Eyzaguirre Adolfo Valderrama Sáenz de la Peña           |
| Valparaíso  | Juan Mackenna Astorga José Velásquez Bórquez                                             |
| Santiago    | Lauro Barros Valdés Adolfo Ibáñez Gutiérrez Manuel Valedor Pinto Nemesio Vicuña Mackenna |
| O'Higgins   | Carlos Correa y Toro                                                                     |
| Colchagua   | Miguel Castillo Andueza Adolfo Eastman Quiroga                                           |
| Curicó      | Prudencio Lazcano Echaurren                                                              |
| Talca       | José Francisco Gana Castro                                                               |
| Linares     | Aniceto Vergara Albano                                                                   |
| Maule       | José Manuel Encina Echeverría Jorge Segundo Rojas Miranda                                |
| Ñuble       | Guillermo Mackenna Serrano Ricardo Vicuña Guerrero                                       |
| Concepción  | Manuel Serrano Vásquez José Miguel Valdés Carrera                                        |
| Arauco      | Ismael Pérez Montt                                                                       |
| Biobío      | Domingo Godoy Cruz                                                                       |
| Malleco     | José María Balmaceda Fernández                                                           |
| Cautín      | Orozimbo Barbosa Puga                                                                    |
| Valdivia    | Vicente Segundo Sanfuentes Moreno                                                        |
| Llanquihue  | Rafael Casanova Casanova                                                                 |
| Chiloé      | Francisco Solano Astaburuaga Cienfuegos                                                  |

### Mesa directiva del Senado
| Presidente                      | Inicio              | Término              |
| ------------------------------- | ------------------- | -------------------- |
| Adolfo Eastman Quiroga          | 15 de abril de 1891 | 18 de agosto de 1891 |
| Vicepresidente                  |                     |                      |
| Juan Mackenna Astorga           | 15 de abril de 1891 | 18 de agosto de 1891 |
| Secretario                      |                     |                      |
| Francisco Javier Herboso España | 15 de abril de 1891 | 18 de agosto de 1891 |

## Cámara de Diputados
| Departamentos                | Diputados |
| ---------------------------- | --- |
| Tarapacá y Pisagua           | No se realizó elección de diputados |
| Antofagasta                  | No se realizó elección de diputados |
| Taltal y Tocopilla           | No se realizó elección de diputados |
| Copiapó, Chañaral y Freirina | Samuel Mandiola Mercado Francisco J. Rojas |
| Vallenar                     | Luis Valenzuela Olivares |
| La Serena                    | Aníbal Sanfuentes Velasco |
| Elqui                        | José Daniel Balmaceda Fernández |
| Coquimbo                     | José Ramón Ravest Campaña |
| Ovalle                       | Julio Bañados Espinoza Blas Ossa Ossa |
| Combarbalá                   | Fernando Cabrera Gacitúa |
| Illapel                      | Miguel Silva Ureta |
| Petorca                      | Ignacio Silva Ureta |
| La Ligua                     | Ruperto Ovalle y Vicuña |
| Putaendo                     | Eduardo Mardones |
| San Felipe                   | José Agustín Verdugo Guzmán |
| Los Andes                    | Francisco Javier Concha Berguecio |
| Quillota                     | Exequiel Fuentes Villaroel Darío Sánchez Massenlli |
| Limache                      | Félix Mackenna Vicuña |
| Valparaíso y Casablanca      | Aníbal Herquíñigo Herreros Francisco Pérez Marín Manuel Salas Lavaqui Eugenio Sánchez Foulkner                                                                                           |
| Santiago                     | Félix del Solar Valdés Víctor Echaurren Valero Francisco de Borja García-Huidobro Eyzaguirre Fernando Lazcano Echaurren David Marzán Calixto Ovalle Nicanor Rojas Luis Valenzuela Guzmán |
| La Victoria                  | Alejandro Campaña Carvajal |
| Melipilla                    | Manuel José Benítez Rodríguez José Ramón Santander A. |
| Maipo                        | Domingo Fernández Puelma |
| Rancagua                     | Francisco Javier Herboso España |
| Cachapoal                    | Ricardo Cruzat Hurtado |
| Caupolicán                   | Tristán Gálvez Palma Nicanor Ugalde Godoy José Domingo Velásquez |
| San Fernando                 | Ramón Hurtado Baquedano Alejandro Maturana Feliú Francisco E. Silva |
| Curicó                       | Francisco de Paula Pérez Ovalle Belisario Rojas Quezada |
| Vichuquén                    | José Ramón Nieto Nieto |
| Lontué                       | Alberto Gana Urzúa |
| Talca                        | Eulogio Allendes Álvarez de Toledo Mauricio Lagos Letelier |
| Curepto                      | Rafael Casanova Zenteno |
| San Javier de Loncomilla     | Manuel Gregorio García Encina |
| Linares                      | José Arce Cerda Manuel Novoa Somoza |
| Parral                       | Lucio Concha Silva |
| Constitución                 | Hermenegildo Santa María Cea |
| Cauquenes                    | Agustín del Solar de la Cruz Raimundo Silva Cruz |
| Itata                        | Diego Guzmán Z. Juan Antonio Santa María Carrera |
| San Carlos                   | Alberto Valdivieso Araos |
| Chillán                      | Luis Vergara Ruiz Benjamín Videla Pinochet |
| Bulnes                       | Desiderio Ponce |
| Yungay                       | Florencio Gana Castro |
| Coelemu                      | Juan Luis Sanfuentes Andonaegui |
| Concepción y Talcahuano      | José Rafael del Carmen Balmaceda Fernández Manuel Zañartu Zañartu |
| Puchacay                     | No se realizó elección de diputados |
| Rere                         | Diego Bahamonde Larenas Pedro Nolasco Peña |
| Lautaro                      | Agustín Lazcano Echaurren |
| Laja                         | Agustín del Río Villalobos Hermógenes Pérez de Arce Lopetegui |
| Nacimiento                   | Tomás Smith y Ruiz de Azúa |
| Mulchén                      | Ruperto Murillo Sotomayor |
| Arauco                       | Eduardo Cortínez Fuentes |
| Lebu                         | Manuel García Collao |
| Cañete                       | Anselmo Blanlot Holley |
| Angol                        | José Ramón Ballesteros Ríos |
| Traiguén                     | Luis Solo de Zaldívar Alemparte Ramón Vicuña Subercaseaux |
| Collipulli                   | Manuel Antonio Justo de la Cruz Leyton |
| Imperial                     | Acario Cotapos |
| Temuco                       | Mateo Martel García |
| Valdivia                     | Vicente Sanfuentes Moreno |
| La Unión                     | Miguel Yrarrázaval Vera |
| Osorno                       | No se realizó elección de diputados |
| Llanquihue                   | Alfredo Prieto Zenteno |
| Carelmapu                    | Baldomero Frías Collao |
| Ancud                        | Santiago Antonio Leoncio Pérez Eastman |
| Castro y Quinchao            | Eloy Cortínez Fuentes Manuel Joaquín Díaz |

### Mesa directiva de la Cámara de Diputados
| Presidente                         | Inicio              | Término              |
| ---------------------------------- | ------------------- | -------------------- |
| Eulogio Allendes Álvarez de Toledo | 15 de abril de 1891 | 18 de agosto de 1891 |
| Primer Vicepresidente              |                     |                      |
| Francisco Javier Concha Berguesio  | 15 de abril de 1891 | 21 de mayo de 1891   |
| Aníbal Sanfuentes Velasco          | 21 de mayo de 1891  | 18 de agosto de 1891 |
| Segundo Vicepresidente             |                     |                      |
| Aníbal Sanfuentes Velasco          | 15 de abril de 1891 | 21 de mayo de 1891   |
| Félix Mackenna Vicuña              | 21 de mayo de 1891  | 18 de agosto de 1891 |
| Secretario                         |                     |                      |
| Baldomero Frías Collao             | 15 de abril de 1891 | 18 de agosto de 1891 |